# الرجل الذي كان الخميس (رواية)
الرجل الذي كان يوم الخميس: كابوس هذا هو العنوان الكامل للرواية التي صدرت عام 1908 للكاتب جي كي تشيسترتون . تم وصف الرواية بأنها عبارة عن فيلم إثارة ميتافيزيقي .

## الملخص
بدأ تشيسترتون روايته بقصيدة كتبها إلى إدموند كليريهو بنتلي ، حيث أعاد النظر في التاريخ المبكر للزوج والتحديات التي واجهت إيمانهما المبكر مع مرور الوقت.
في لندن وبالتحديد في العصر الفيكتوري، تم تجنيد غابرييل سيم في سكوتلاند يارد في قسم شرطة سري مناهض للفوضوية . لوسيان جريجوري، خو شاعر فوضوي، يعيش في ضاحية سافرون بارك. يلتقي مع سايم في حفلة وتناقشا حول معنى الشعر. يرى غريغوريوس أن الثورة هي أساس الشعر. في حين يعترض سايم على ذلك، ويصر على أن جوهر الشعر هو القانون وليس الثورة. إنه يعادي غريغوري من خلال التأكيد على أن أكثر الإبداعات البشرية شاعرية يتمثل في الجدول الزمني لمترو أنفاق لندن . يقترح أن غريغوري ليس جادًا حقًا بشأن اللاسلطوية، الأمر الذي يزعج غريغوري لدرجة أنه يصطحب سايم إلى مكان اجتماع فوضوي تحت الأرض، مع القسم بعدم الكشف عن وجودها لأي شخص، والكشف عن تأييده العلني للفوضى هو خدعة لجعله يبدو غير مؤذي. في حين أنه في الواقع عضو مؤثر في الفصل المحلي للمجلس الأناركي الأوروبي.
المجلس المركزي ينكون من سبعة رجال، يستخدم كل منهم اسم يوم من أيام الأسبوع كغطاء؛ منصب الخميس على وشك أن يتم انتخابه من قبل فرع غريغوريوس المحلي. يتوقع جريجوري الفوز في الانتخابات ولكن قبل ذلك بقليل، كشف سايم لجريجوري بعد قسم السرية أنه شرطي سري. من أجل جعل سايم يعتقد أن الفوضويين غير ضارين على كل حال، يتحدث غريغوري بشكل غير مقنع تمامًا إلى الفصل المحلي، حتى يشعروا أنه ليس متحمسًا بما يكفي لهذه الوظيفة. يلقي سايم خطابًا فوضويًا مثيرًا يندد فيه بكل ما قاله غريغوري ويفوز بالتصويت. ويتم إرساله فوراً بوصفه مندوبًا للفرع إلى المجلس المركزي.
في جهوده لإحباط المجلس، اكتشف سايم في النهاية أن خمسة من الأعضاء الستة الآخرين هم أيضًا محققون سريون؛ تم توظيف كل منهم بشكل غامض وتم تكليفهم بفض المجلس. وسرعان ما اكتشفوا أنهم كانوا يقاتلون بعضهم البعض وليسوا فوضويين حقيقيين؛ كانت هذه هي خطة العقل المدبر لرئيسهم الأحد. في خاتمة سريالية، تم الكشف عن يوم الأحد باعتباره فوضويًا فقط؛ في الواقع، هو من دعاة سلطة الدولة مثل رجال المباحث. الأحد غير قادر على الإجابة على سؤال لماذا تسبب في الكثير من المتاعب والألم للمحققين. يبدو أن غريغوري، الفوضوي الحقيقي الوحيد، يتحدى المجلس الزائف. اتهامه هو أنهم، كحكام، لم يعانوا أبدًا مثل غريغوريوس ورعاياهم الآخرين، وبالتالي فإن سلطتهم غير شرعية. من جانب آخر يدحض سايم الاتهام على الفور بسبب الرعب الذي أصاب بقية أعضاء المجلس يوم الأحد.
ينتهي الحلم عندما يُسأل يوم الأحد عما إذا كان قد عانى من قبل. كلماته الأخيرة كانت "هل تستطيعون أن تشربوا الكأس التي أشربها؟"، هو السؤال الذي طرحه يسوع على القديسين يعقوب والقديس يوحنا في إنجيل مرقس ، الفصل 10، مقابل 38-39 ، وهو سؤال بلاغي يهدف إلى إثبات وأن التلاميذ مخطئون في أن يطمعوا في مجده لأنهم غير قادرين على احتمال آلام خطايا العالم الذي هو مقدر له.

## الشروحات والتفاصيل

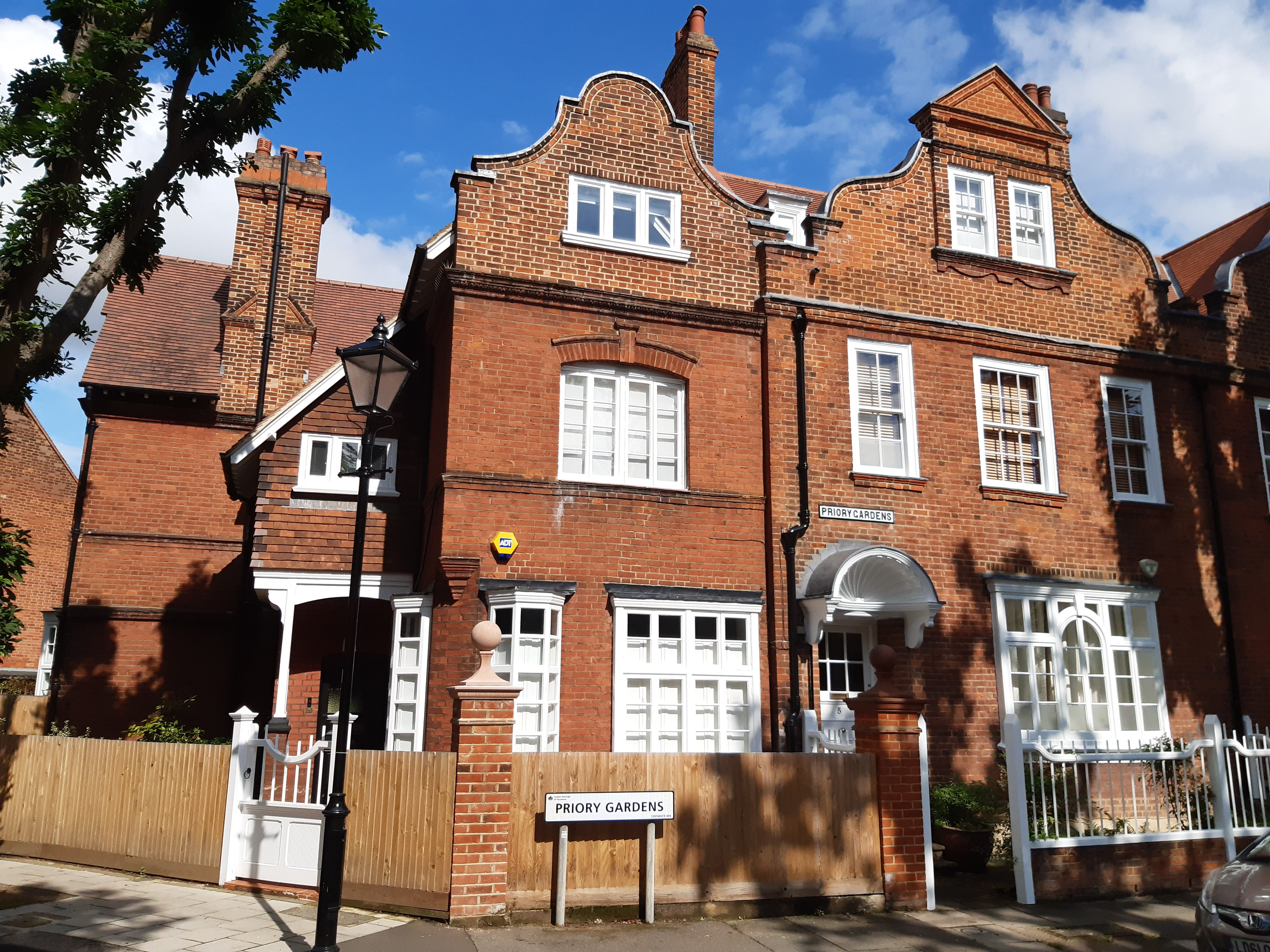
"تقع ضاحية سافرون بارك على جانب غروب الشمس في لندن، باللون الأحمر والخشن مثل سحابة غروب الشمس. وقد تم بناؤها من الطوب اللامع في جميع الأنحاء"، محاكاة ساخرة لحديقة بيدفورد

قام مارتن جاردنر بالتحرير ، والذي يوفر قدرًا كبيرًا من المعلومات السيرة الذاتية والسياقية في شكل حواشي سفلية، إلى جانب نص الرواية، والمراجعات الأصلية من وقت نشر الرواية لأول مرة والتعليقات التي أدلى بها تشيسترتون على الرواية. 
يشير الناقد الأدبي إيان فليتشر إلى أن "حديقة سافرون" لتشسترتون، والتي تبدأ بها الرواية، هي محاكاة ساخرة لحديقة ضاحية بيدفورد بارك في تشيسويك ، بمبانيها المبنية من الطوب الأحمر، "ثورة البناء المضارب" (جوناثان كار) "مشوبة بالفن بشكل طفيف" (كانت الضاحية تعتبر جمالية، وكانت موطنًا للعديد من الفنانين)، وعمارة الملكة آن . يعلق فليتشر أن تشيسترتون التقى بزوجته المستقبلية في الضاحية، وأن الوصف كان غير دقيق إلى حد ما، كما كان تشيسترتون يحب التهويل. 
تمثل الأزياء التي يرتديها المحققون في نهاية الرواية ما تم إنشاؤه في يومهم الخاص. والأحد " السبت " و"سلام الله" يجلس على العرش أمامهم. اسم الفتاة التي يحبها سيم، روزاموند، مشتق من "روزا موندي" التي تعني "وردة العالم" باللغة اللاتينية.

## التأثير والتقييمات النقدية
لاحظ الكثيرون تأثير رواية" الرجل الذي كان يوم الخميس" على السريالية وأفلام التجسس المثيرة. يُزعم أن كتاب تشيسترتون ألهم الجمهوري الأيرلندي مايكل كولينز بفكرة "إذا لم يبدو أنك تختبئ فلن يطاردك أحد". 
يصف الروائي كينجسلي أميس قراءته للرواية بأنها "مثيرة"، مقارنًا تشيسترتون بـ "كاتبي الحركة من الدرجة الأولى مثل إيان فليمنج أو ديك فرانسيس " من أجل التشويق، ولكن أيضًا "إقناعك بأن شيئًا رائعًا يجري على قدم وساق، وأن الأحداث الموصوفة لها أهمية قد تبدو غامضة وخطيرة لا تجرؤ على تخمينها".  يصفه أميس بأنه "الكتاب الأكثر إثارة الذي قرأته على الإطلاق"، معجبًا بتقلبات الحبكة:
في مقالته الأخيرة، كتب كريستوفر هيتشنز : "فيما يتعلق بمتانة أو أهمية جي كيه سي ككاتب روائي: أخبرني الراحل السير كينجسلي أميس ذات مرة أنه يعيد قراءة رواية "الرجل الذي كان يوم الخميس" كل عام، وفي إحدى زياراته السنوية كتب مقالًا هذه الرواية، باستحضارها للغرابة والعزلة، وافتتانها بعدم الكشف عن هويتها، كان لها نصيب من التأثير على فرانز كافكا . 
ويتفق معه الناقد آدم جوبنيك قائلاً: " رواية "الرجل الذي كان يوم الخميس" هو أحد التفصيلات الخفية لكتابة القرن العشرين، وهو المكان الذي يتحول فيه، أمام أعيننا، التقليد الخيالي الهراء للويس كارول وإدوارد لير ويصبح التقليد الخيالي الكابوسي". "لكافكا وبورخيس ، وهو أيضًا، إلى جانب كتاب تشيسترتون "نابليون نوتنج هيل" ، أقرب ما كتبه هذا الكاتب البارع إلى تحفة فنية." 

## الجدل حول تشاؤم الرواية
مثل معظم روايات تشيسترتون، القصة مليئة بالرمزية المسيحية . حيث كان تشيسترتون بروتستانتيًا في ذلك الوقت (انضم إلى الكنيسة الرومانية الكاثوليكية بعد حوالي 15 عامًا)، وكان يعاني من نوبة قصيرة من الاكتئاب خلال أيام دراسته الجامعية. وأصر على أن "الكتاب... لم يكن القصد منه وصف العالم الحقيقي كما كان، أو كما اعتقدت أنه كان، حتى عندما كانت أفكاري أقل استقرارًا بكثير مما هي عليه الآن. كان الهدف منه وصف عالم البرية". الشك واليأس الذي كان المتشائمون يصفونه عمومًا في ذلك التاريخ؛ مع مجرد بصيص من الأمل في معنى مزدوج للشك، والذي شعر به حتى المتشائمون بطريقة متقطعة. 
قال تشيسترتون لاحقًا إنه كتب هذه الرواية ليؤكد أن الخير والحق يقعان في قلب كل جانب من جوانب العالم. ومع ذلك، يرى الفيلسوف جون جراي أن القصة أكثر تشاؤمًا من القصة المسيحية:

## الاقتباسات

### التكيف مع مسرح ميركوري
في 5 سبتمبر 1938م، قدم مسرح ميركوري على الهواء مسرحية إذاعية مختصرة كتبها أورسون ، الذي كان من أشد المعجبين بتشيسترتون. لقد حذف معظم الفصل 14: الفلاسفة الستة ، الذي يحتوي على معظم التكهنات الميتافيزيقية. كان هذا قبل شهرين تقريبًا من بث حرب العوالم سيئة السمعة. 

### إنتاج APJAC التكيف الموسيقي
أفيد في يناير 1967م أن شركة APJAC للانتاج التابعة لجيروم هيلمان وآرثر بي جاكوبس كانا يعدان مشاريع أفلام بما في ذلك تعديل موسيقي لرواية تشيسترتون للكاتبة ليزلي بريكوس .  الفيلم لم يصنع.

### تعديلات راديو بي بي سي
تم بث ما لا يقل عن ثلاثة من التعديلات على راديو بي بي سي على مر السنين.
في يوم الأحد 13 يوليو 1947م، بثت هيئة الإذاعة البريطانية عرضًا مسرحيًا مباشرًا لسيسيل تشيسترتون ورالف نيل، من إنتاج جان بوسيل وبطولة هارولد سكوت في دور الخميس، وبيتر بول في دور الأحد، وسترينجر ديفيس في دور الرفيق ويذرسبون، وأرنولد دايموند في دور العقيد دو كروا. و ريتشارد جولدن في دور الجمعة و كامبل سينجر في دور الأربعاء. 
في عام 1986م، بثت هيئة الإذاعة البريطانية مسلسلًا من أربعة أجزاء، قام بتمثيله بيتر بوكمان ومن إخراج جلين ديرمان. وقد ظهر مايكل هادلي في دور الخميس/غابرييل سيم، وناتاشا باين في دور روزاموند وإدوارد دي سوزا في دور الأربعاء/الماركيز دي سانت يوستاش. 
في عام 2005م، بثت هيئة الإذاعة البريطانية (BBC) الرواية كما قرأها جيفري بالمر ، في ثلاثة عشر جزءًا مدة كل منها نصف ساعة. أعيد بثه عدة مرات منذ ذلك الحين، بما في ذلك عام 2008م (بعد مائة عام من نشره لأول مرة) و2016م و2020م. 

### فيلم 2016
المخرج المجري Balázs Juszt [خطأ: تحقق من وسيط ورمز اللغة] كتب وأخرج فيلمًا مستوحى من الرواية، بطولة فرانسوا أرنو ، آنا أولارو ، وجوردي مولا ، والذي عُرض لأول مرة في 21 يونيو 2016م في مهرجان إدنبرة السينمائي .  كان مصدر إلهام جوزيت هو معلمه إستفان زابو .

## الثقافة الشعبية
تحتوي لعبة الفيديو Deus Ex لعام 2000 على عدة مقتطفات من الرواية وتسرد غابرييل سيم كمقيم حالي في "فندق تون". 
في رواية كيم نيومان أنو دراكولا: 1895م ، يوجد مجلس الأيام، بقيادة صنداي، ويتآمر للإطاحة بدراكولا خلال الذكرى السنوية العاشرة لحكمه على بريطانيا. يضم المجلس غابرييل سيم، وبيتر الرسام (الجمعة)، وشخصية نيومان المتكررة كيت ريد. 
في رواية نيل جايمان The Sandman ، يظهر الرجل الذي كان أكتوبر - وهو تكملة غير مكتوبة لرواية" الرجل الذي كان يوم الخميس" - في مكتبة الأحلام. ينتهي موسم الضباب باقتباس من الرواية الخيالية. في بيت الدمية ، شخصية جيلبرت تشبه جسديًا جي كيه تشيسترتون.